# Frederick Varley
Frederick Horsman Varley (2 de janeiro de 1881 - 8 de setembro de 1969) foi um pintor canadense membro do Grupo dos Sete.

## Biografia
Varley nasceu em Sheffield, na Inglaterra, no ano de 1881. Foi para Bélgica, onde estudou na Academia Real de Belas Artes, em Antuérpia. Seguindo o conselho de Arthur Lismer (também integrante do Grupo dos Sete), migrou para o Canadá em 1912, onde encontrou trabalho na Grip Ltd., uma empresa de design de Toronto. 